# Albert Grisar
Albert Jean Martin Grisar (Antuérpia, 26 de setembro de 1870 — 15 de outubro de 1930) foi um velejador belga, medalhista olímpico. Ele competiu nos Jogos Olímpicos de Verão de 1920 na classe 8 Metre e conquistou a medalha de bronze na disputa realizada segundo as regras de 1919 a bordo do Antwerpia V com Willy de l'Arbre, Georges Hellebuyck, Léopold Standaert e Henri Weewauters.
O irmão de Grisar, Alfred Grisar, foi o organizador e participante do torneio de polo dos Jogos de Antuérpia. Ele também trabalhou como projetista de iates e foi o primeiro secretário geral e depois presidente do Royal Yacht Club de Belgique.